# リアルアフィリエイト
リアルアフィリエイトとは、アフィリエイト（成果報酬型広告）をPC・モバイルインターネット上ではなく、携帯電話販売店舗や飲食店等、リアルな店舗にて、店頭スタッフが来店顧客にサービス説明・会員登録への誘導等を行い、実際に生じた登録件数やアクションに応じてリアルな店舗に成果報酬を支払う一連の形態をさす用語。店舗アフィリエイトと呼ぶ場合もある。

## 概要
リアルアフィリエイトは主に携帯電話販売店舗を中心に、専用のウェブサイトを使って店舗スタッフがユーザーにサービス説明を行い、 
その場でモバイルコンテンツなどに加入をしてもらうことが一般的となっているが、飲食店やカラオケ店舗などの業種へも広がりをみせている。
アフィリエイトはインターネット上のみでのやりとりとなり、トラブルや問題点が報告されていることがあるが、リアルアフィリエイトは店頭でサービス説明を行い、ユーザーの承諾を得てモバイルコンテンツなどに加入するため、アフィリエイトと比べてユーザーの残存率や稼働率が高く、成果報酬額も高額に設定されていることが多い。

## 沿革
- 2000年頃 - : 実験的に携帯販売店舗などを通じたモバイルコンテンツの会員獲得がスタート